# St Peter upon Cornhill
St Peter upon Cornhill est une église anglicane située à l'angle de Cornhill, London et de Gracechurch Street dans la Cité de Londres.

## Histoire

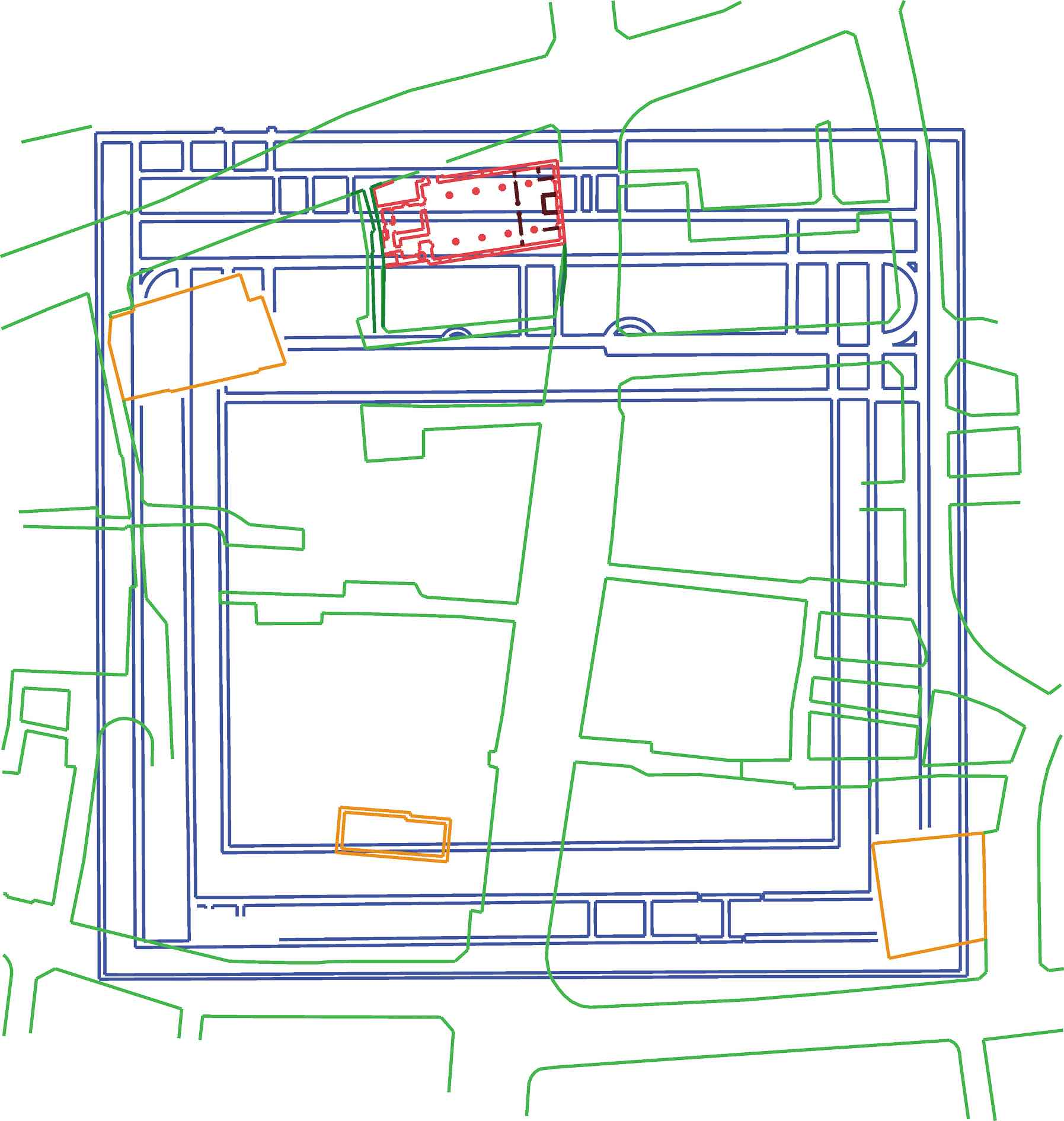
Église St Peter upon Cornhill et son emplacement au-dessus du Forum romain de Londres

L'église de St Peter upon Cornhill se dresse sur le point culminant de la ville de Londres, directement au-dessus des fondations de la grande basilique romaine de Londres (construite vers 90-120 apr. J.-C.). L'extrémité est de l'église et son maître-autel sont également situés au-dessus de la zone où certaines basiliques de l'époque possédaient une salle de sanctuaire païen (également connue sous le nom d' aedes).
L'existence possible de la salle du sanctuaire est étayée par des fouilles du XIXe siècle sous Gracechurch Street, immédiatement adjacente à l'extrémité est de l'église. Les fouilles ont mis au jour une pièce attenante recouverte de panneaux jaunes avec une bordure noire, avec un sol en mosaïque, suggérant qu'elle avait peut-être un statut plus élevé que la normale, agissant vraisemblablement comme une antichambre pour l'aedes ou la salle du sanctuaire. L'alignement de l'église est proche des lignes de la basilique, étant décalé de seulement deux degrés et il est possible que la sous-structure ait utilisé le tissu mural sec et solide de la basilique du IIe siècle comme support.
Une tradition s'est développée selon laquelle l'église aurait fondée par Lucius, le premier roi chrétien de Grande-Bretagne quelque temps après sa conversion en 179 apr. J.-C. Il l'aurait alors dédiée à Saint-Pierre l'Apôtre et l'église devient le siège d'un archevêché jusqu'à l'arrivée des Saxons au Ve siècle, après quoi Londres a été abandonnée et la Cathédrale de Canterbury devient le siège de la Mission grégorienne du VIe siècle au Royaume du Kent.
La basilique romaine, avec la majeure partie du forum au sud, a sans doute été en grande partie démolie vers 300 apr. J.-C., avec des matériaux de construction enlevés (éventuellement pour d'autres projets) et le terrain nivelé et finalement recouvert d'une épaisse couche de sol sombre.
Deux autres faits cependant peuvent accréditer un passé romain. La première est que Londres a envoyé un évêque, Restitutus (en), au concile d'Arles en 314 apr. J.-C. Restitutus devait avoir une base d'église au service d'une communauté chrétienne locale. La seule autre alternative suggérée à St Peter's est un énorme bâtiment à nefs fouillé en 1993 près de Tower Hill, comparé à l'échelle de la cathédrale St Tecla du IVe siècle à Milan. Santa Tecla, Milan était la plus grande église de l'Empire romain à l'époque. Cependant, l'identité de ce bâtiment fait encore l'objet de spéculations, et en tout cas il semble dater de 350-400 apr. J.-C., 150 ans après la fondation légendaire de St Peter, mais curieusement quelques décennies après la démolition de la grande basilique romaine de Londres. Cette nouvelle cathédrale a été construite à partir de matériaux réutilisés, la basilique défunte semble donc une source évidente.
Deuxièmement, en 1417, le maire de Londres a déterminé (lors d'un différend) que St Peter était la première église fondée à Londres. Étant donné que trois autres églises médiévales se sont également assises sur le site de la basilique romaine, cela suggère qu'il peut y avoir eu quelque chose dans l'emplacement et la longévité de St Peter qui l'ont justifié avant les autres. De plus, étant donné que la cathédrale Saint-Paul a été fondée en 604, cela implique clairement que les Londoniens en 1417 considéraient que St Peter avait été fondé avant 600.
L'historien londonien John Stow, écrivant à la fin du XVIe siècle, a rapporté : « il reste dans cette église une table sur laquelle est écrit, je ne sais par quelle autorité, mais d'une main tardive, que le roi Lucius a fondé la même église pour être le siège métropolitain d'un archevêque, et l'église principale de son royaume, et qu'il en fut ainsi pendant quatre cents ans ». La table (tablette) vue par Stow a été détruite lorsque l'église médiévale a brûlé dans le Grand incendie de Londres en 1666 mais un certain nombre d'écrivains en avaient enregistré le contenu : « Be hit known to al men, that the yeerys of our Lord God an clxxix [AD 179]. Lucius the fyrst christen kyng of this lond, then callyd Brytayne, fowndyd the fyrst chyrch in London, that is to sey, the Chyrch of Sent Peter apon Cornhyl, and he fowndyd ther an Archbishoppys See, and made that Chirch the Metropolitant, and cheef Chirch of this kingdom... ». Un remplacement, sous la forme d'une plaque de laiton inscrite, a été mis en place après le Grand incendie et est toujours suspendu dans la sacristie de l'église. Le texte de la plaque de laiton a été imprimé plusieurs fois, par exemple par George Godwin en 1839, et une gravure de celui-ci a été incluse dans Londina Illustrata de Robert Wilkinson (1819–1825).
La date de l'église médiévale est ainsi incertaine mais la première référence définitive remonte aux alentours de 1038, lorsque Ælfric II (en), évêque d'Elmham, la cite dans son testament (« St. Peter binnon Lunden ») (St Peter à Londres),. En 1156 elle est aussi mentionnée dans une charte d'Henri II.
En 1226, elle est d'une importance suffisante pour avoir trois aumôniers. Ces aumôniers sont qualifiés de co-conspirateurs dans le meurtre d'un diacre de St Peter, Amise, qui est poignardé à mort par le vicaire de Saint-Paul, à Londres. Une liste de vicaires dans l'église commence avec John de Cabanicig en 1263, sous le patronage du Pape Urbain IV. Les cloches de St Peter sont mentionnées en 1552, lorsqu'une fonderie de cloches à Aldgate est chargée de fondre une nouvelle cloche.
Le Parlement sous Henri VI ordonne en 1447 que l'église accueille l'une des quatre écoles paroissiales de Londres.[16] Elle possède également une bibliothèque et un scriptorium utilisés jusqu'en 1548 environ. Sir John Crosby (mort en 1475) a laissé de l'argent pour la réparation de la bibliothèque dans son testament. La bibliothèque contenait également une copie manuscrite de la Vulgate de Saint-Jérôme qui y fut écrite en 1290. Cependant, cette bibliothèque attenante n'existe plus et son emplacement exact n'est pas certain.
L'église médiévale a été gravement endommagée lors du grand incendie de Londres en 1666. La paroisse tente de la réparer, mais entre 1677 et 1684, elle est reconstruite selon une conception de Christopher Wren. La nouvelle église est plus courte de 3 m et l'extrémité est du site est abandonnée pour élargir la rue Gracechurch.
St Peter était autrefois l'église régimentaire du Royal Tank Regiment, ayant été adoptée comme telle en 1954 à la suggestion du recteur de l'époque, Douglas Owen, qui avait servi comme aumônier dans le régiment. Depuis 2007, l'église régimentaire est St Mary Aldermary.
L'église a été classée de grade I le 4 janvier 1950.
Charles Dickens mentionne son cimetière dans L'Ami commun.

## Galerie

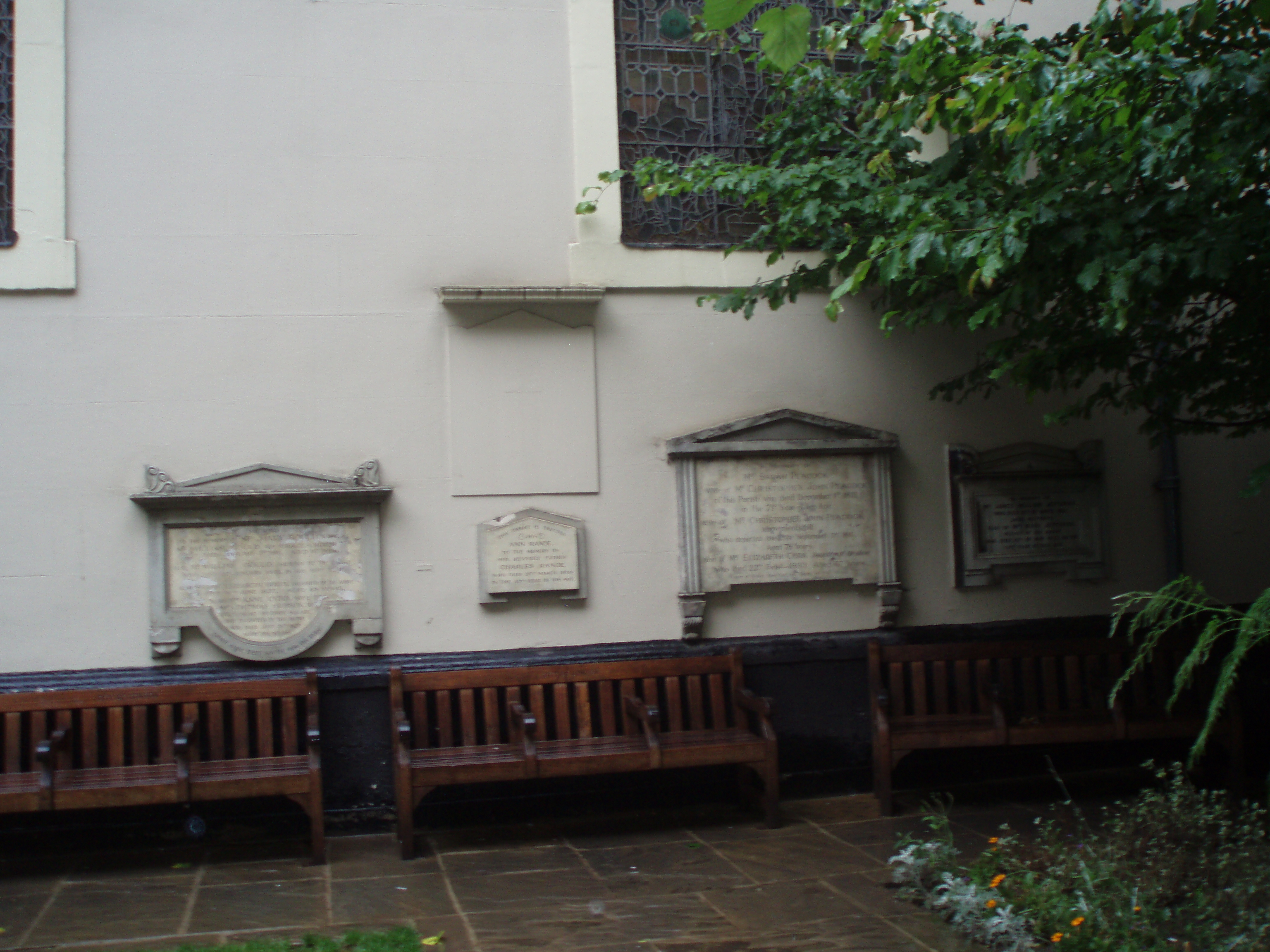
Cimetière
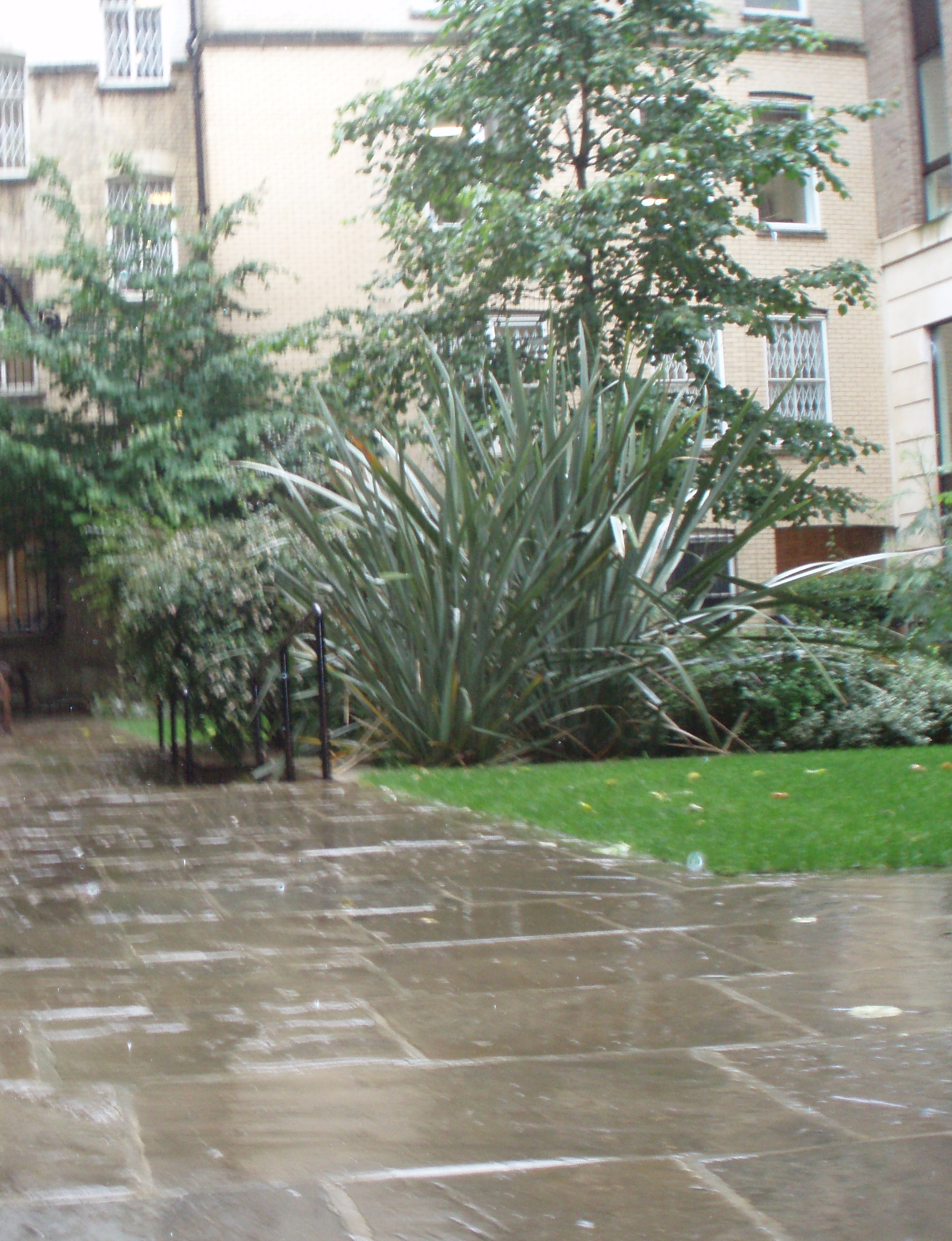
Jardin
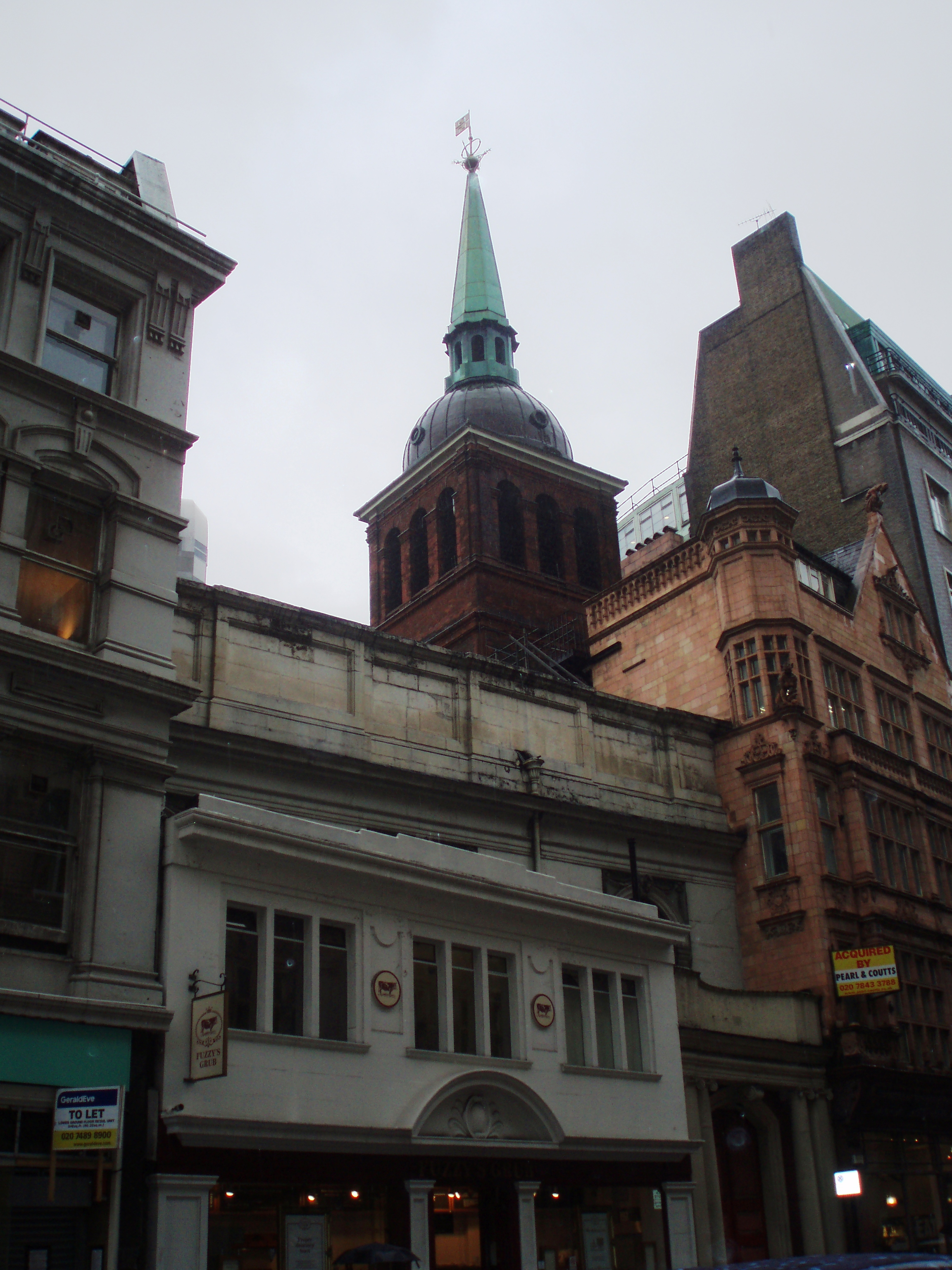
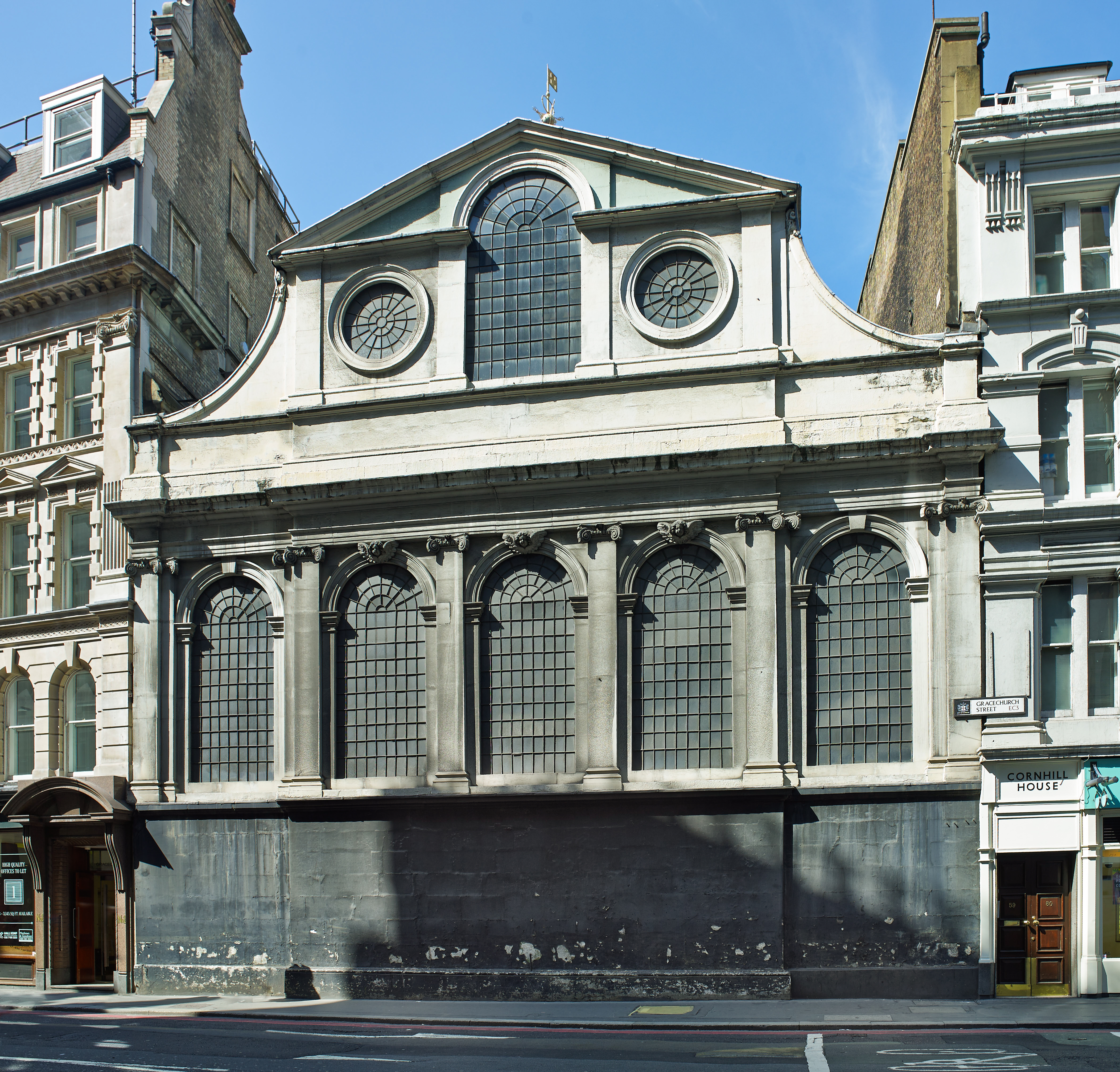
Vue à partir de la rue Gracechurch
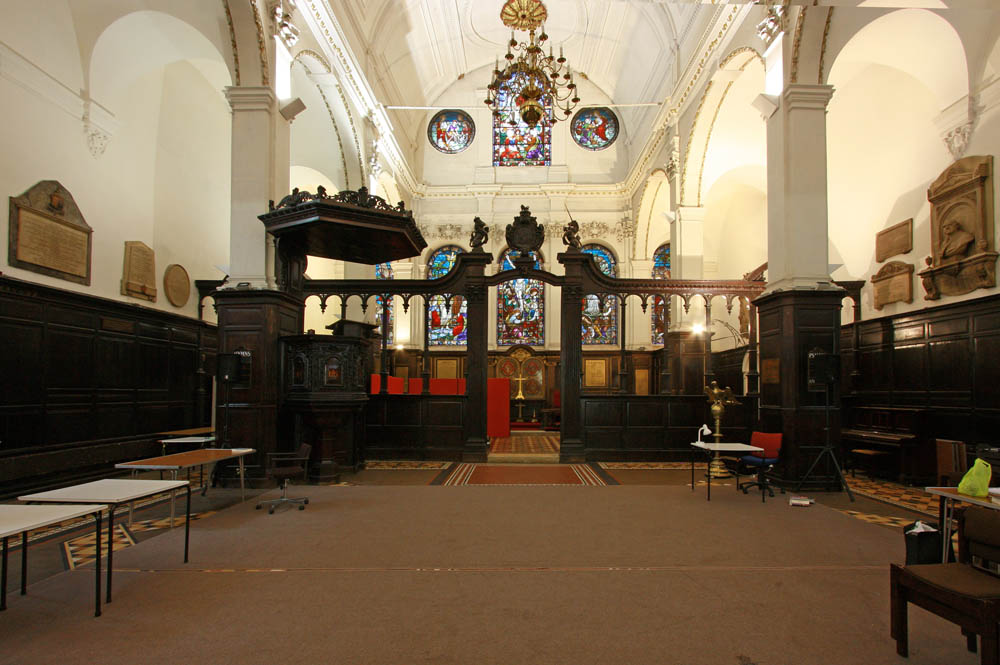
Intérieur
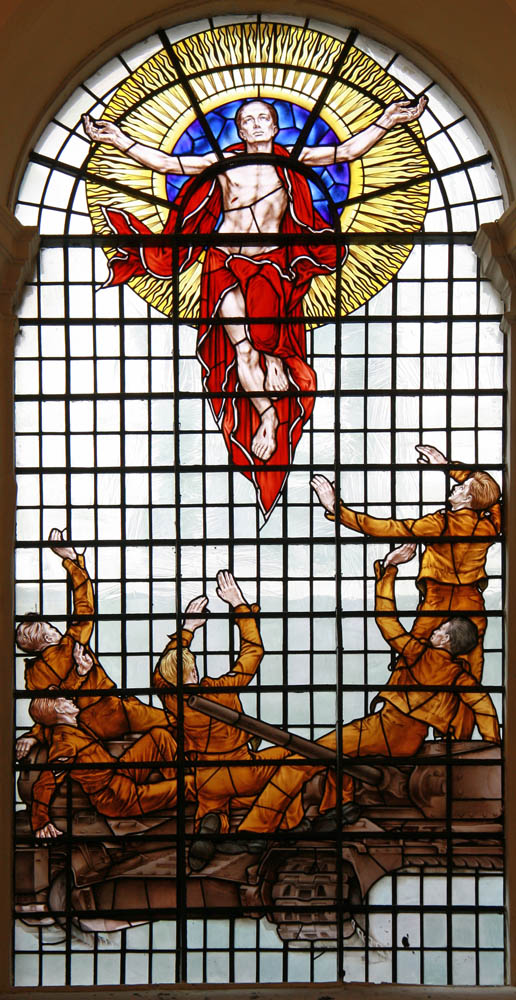
Vitrail commémoratif du Royal Tank Regiment par Hugh Easton (en)